# Salix pycnostachya
Salix pycnostachya — вид квіткових рослин із родини вербових (Salicaceae).

## Морфологічна характеристика
Це дерево чи кущ, до 10 метрів заввишки. Гілки голі блискучі. Листкові пластини (2.3)4–10 × 0.5–2.5 см, від ланцетної до лінійно-ланцетної чи еліптичної форми, знизу шовковиста, стає голою з обох сторін, край цілісний чи тонкозубчастий, кінчик загострений; листкова ніжка 1.5–6 мм завдовжки. Сережки з'являються трохи раніше або майже одночасно з листям, сидячі чи на коротких ніжках. Чоловіча сережка в зрілості 2.5–5 × 0.7–0.9 см. Жіноча сережка 3–8 x 0.8–1 см. Зріла коробочка 4–6 мм завдовжки, ланцетно-конічна, волосиста чи гола.

## Середовище проживання
Афганістан, Іран, Казахстан, Киргизстан, Пакистан, Таджикистан, Узбекистан, Західні Гімалаї, Сіньцзян.